# Ghetto Swingers
Ghetto Swingers est un groupe allemand de jazz, actif entre 1943 et 1944, qui a joué dans le camp de concentration nazi de Theresienstadt au cours de la Seconde Guerre mondiale,.

## Histoire
Le 8 janvier 1943, le trompettiste de jazz tchèque Eric Vogel (en) (aussi orthographié Erich Vogel) introduit une demande auprès du Département des Loisirs du gouvernement juif du ghetto pour obtenir l'autorisation de former un jazzband sous sa direction et celle de Pavel Lipensky. Les autres musiciens sont le Dr Brammer (piano), le Dr Kurt Bauer (percussion), Fr. Goldschmidt (guitare), Fasal (basse), Ing. Vogel (trompette), Langer (saxophone ténor et clarinette) et Fr. Mautner (trombone).
Lorsque le célèbre pianiste de jazz Martin Roman arrive au camp, il lui est demandé de prendre la direction du band. Les Ghetto Swingers apparaissent dans la revue de cabaret de Theresienstadt — connu sous le nom de Karussell (Carrousel) — plus de cinquante fois, principalement au cours des mois de juin et de juillet 1944. Les concerts sont organisées par Kurt Gerron, qui pouvait s'appuyer sur les meilleurs talents du camp,.
Après la visite d'inspection de la Croix-Rouge au camp, le commandant du camp, Karl Rahm, charge Gerron de réaliser un film de propagande, connu sous le nom de Theresienstadt. Une séquence du film montre les Ghetto Swingers jouant dans le kiosque en bois construit pour l'orchestre à cordes de Karel Ančerl sur la place principale de la ville. Après la fermeture du camp, les membres du groupe de jazz sont envoyés à Auschwitz. Seuls Vogel, Roman, le guitariste Coco Schumann et un quatrième musicien survivent à l'Holocauste contrairement à Kurt Gerron et au clarinettiste Bedřich « Fritz » Weiss.

## Postérité
La biographie de Schumann parue en 1997 comprend une photo des Ghetto Swingers, avec Roman, Schumann, Weiss (clarinette et saxophone), Fritz Goldschmidt (guitare), Nettl (accordéon), Jetti Kantor et Ratner (violon), Josef Taussig (trombone) et d'autres dont Kohn, Chokkes et Eric Vogel (trompette), Donde (saxophone ténor), Pavel Libensky (contrebasse), et Fredy Haber (ténor). Certains des musiciens appartenaient aussi au Jazz-Quintet-Weiss.